# Moriz Wlassak
Moriz Wlassak (* 20. August 1854 in Brünn; † 24. April 1939 in Wien) war ein österreichischer Jurist und Rechtshistoriker.

## Leben und Werk

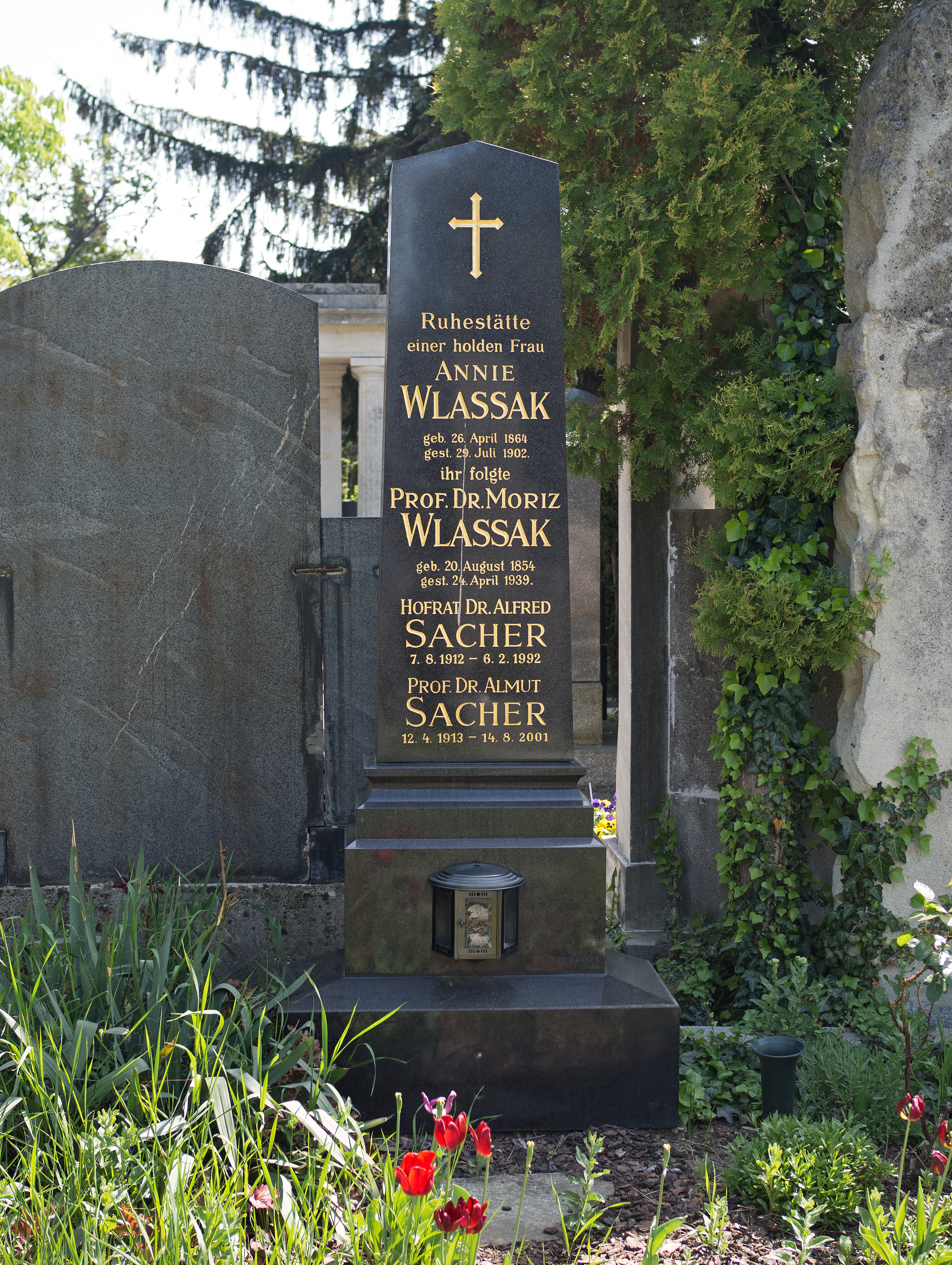
Grab von Moriz Wlassak auf dem Döblinger Friedhof

Er studierte bei Adolf Exner in Wien und war nach seiner Habilitation 1879 Professor für Römisches Recht an den Universitäten zu Czernowitz (1879), Graz (1882), Breslau (1884), Straßburg (1895) und Wien (1900–1926; Nachfolger Friedrich von Woess). Er war seit 1909 korrespondierendes (seit 1914 wirkliches) Mitglied der Akademie der Wissenschaften zu Wien, seit 1917 korrespondierendes Mitglied der Bayerischen Akademie der Wissenschaften und seit dem 31. Juli 1934 korrespondierendes Mitglied der Sächsischen Akademie der Wissenschaften.
Wlassak tauschte sich intensiv mit Ludwig Mitteis aus. Sein Werk ist vom historisch-kritischen Ansatz bei der Analyse des römischen Zivilprozessrechts geprägt.
Seine letzte Ruhestätte fand Moriz Wlassak auf dem Döblinger Friedhof in Wien.

## Schriften (Auswahl)
- Edikt und Klageform, Jena 1882
- Römische Prozeßgesetze, zwei Bände, Leipzig 1889–1891
- Anklage und Streitbefestigung im Kriminalrecht der Römer, Wien 1917
- Die klassische Prozeßformel, Wien 1924
- Rechtshistorische Abhandlungen: Aus seinem Nachlasse herausgegeben und bearbeitet von Ernst Schönbauer. Wien 1965